# 武珀瑙

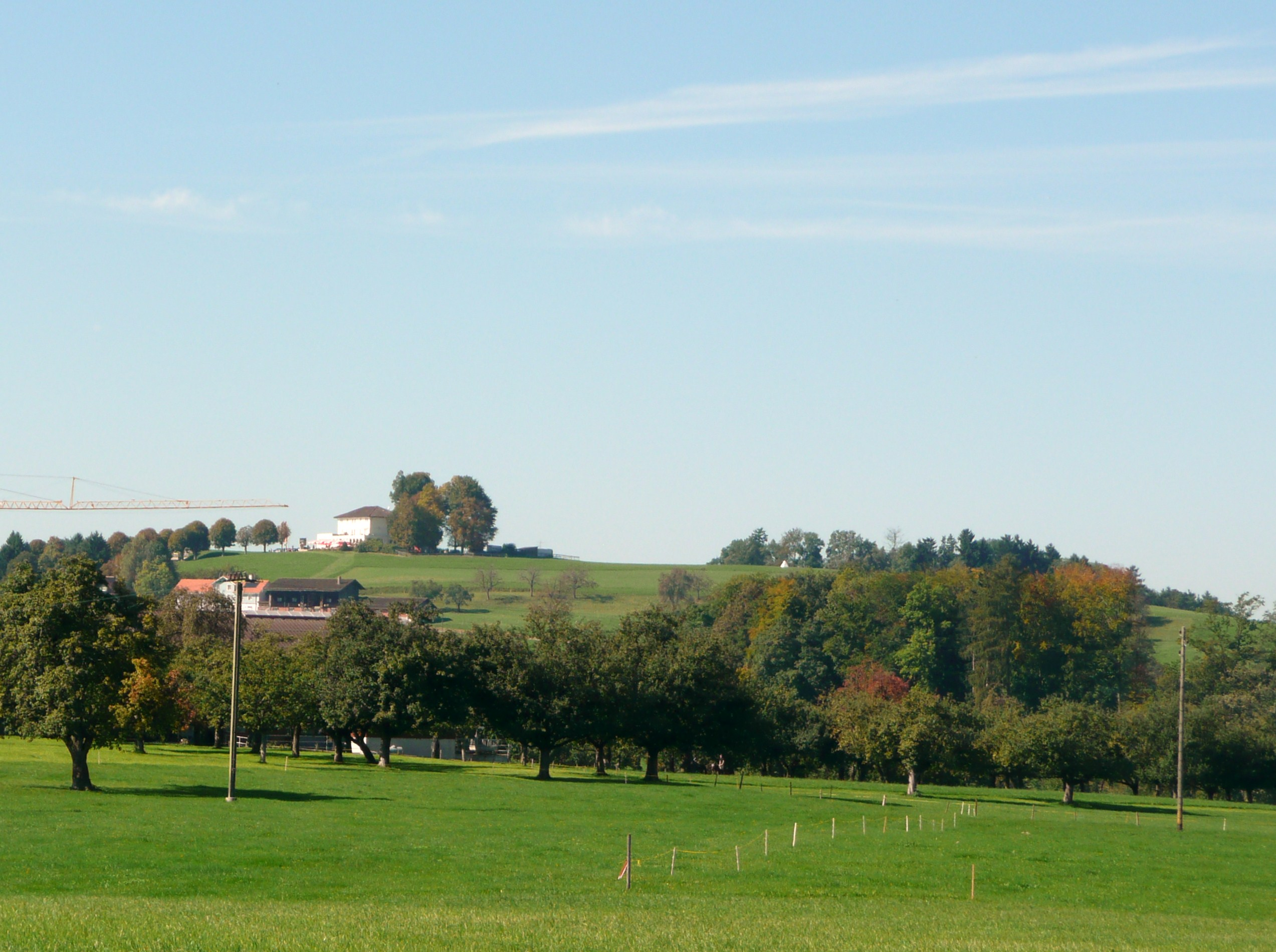

武珀瑙是瑞士的城鎮，位於該國東北部，由圖爾高州負責管轄，面積12.15平方公里，海拔高度615米，2012年人口1,087，六成人口信奉羅馬天主教，人口密度每平方公里89人。